# بوتش باتريك
بوتش باتريك (بالإنجليزية: Butch Patrick)‏ هو ممثل أمريكي، ولد في 2 أغسطس 1953 في لوس أنجلوس في الولايات المتحدة.

## وصلات خارجية
- بوتش باتريك على موقع IMDb (الإنجليزية)
- بوتش باتريك على موقع ميوزك برينز (الإنجليزية)
- بوتش باتريك على موقع أول موفي (الإنجليزية)
- بوتش باتريك على موقع إن إن دي بي (الإنجليزية)
- بوتش باتريك على موقع ديسكوغز (الإنجليزية)
- بوتش باتريك على موقع قاعدة بيانات الفيلم (الإنجليزية)